# Ramtane Lamamra
Ramtane Lamamra (Amizour, 15 de junio de 1952) es un diplomático y político de Argelia. El 12 de marzo de 2019 fue nombrado vice primer ministro de Argelia y ministro de asuntos exteriores tras la crisis política de Argelia tras las protestas masivas en el país contra un quinto mandato del presidente Buteflika sin embargo en el nuevo gabinete Nuredin Bedui  dado a conocer el 31 de marzo de 2019 desaparece del ejecutivo y se nombra a Ministro de Exteriores a Sabri Boukadoum.

## Trayectoria
Diplomado en la Escuela Nacional de Administración de Argel, inició la carrera diplomática en 1976. Ha sido embajador de Argelia en Portugal, Estados Unidos, Austria, Etiopía y Yibuti. Fue también Representante Permanente ante el Organismo Internacional de Energía Atómica y ante Naciones Unidas en Nueva York.
Después estuvo destinado como representante argelino en la Organización para la Unidad Africana para pasar a ocuparse en 2005 de la Secretaría General del Ministerio de Relaciones Exteriores argelino. En 2007 fue designado Comisario de Paz y Seguridad de la Unión Africana.
Fue ministro de Asuntos Exteriores de Argelia del 11 de septiembre de 2013 al 25 de mayo de 2017. El 16 de septiembre de 2017, fue nombrado miembro del Alto Comité Consultivo de la ONU encargado de la mediación internacional. Posteriormente fue nombrado el 1 de julio de 2018 miembro de la Junta Directiva de la ONG International Crisis Group. (ICG).
El 12 de marzo de 2019 fue nombrado vice primer ministro de Argelia y ministro de asuntos exteriores tras la crisis política de Argelia tras las protestas masivas en el país contra un quinto mandato del presidente Buteflika sin embargo en el nuevo gabinete Nuredin Bedui  dado a conocer el 31 de marzo de 2019 desaparece del ejecutivo y se nombra a Ministro de Exteriores a Sabri Boukadoum.
Regresó a su cartera como Ministro de Relaciones Exteriores de Argelia en julio de 2021. Luego reemplazó a Sabri Boukadoum.